# Blomsterbukett

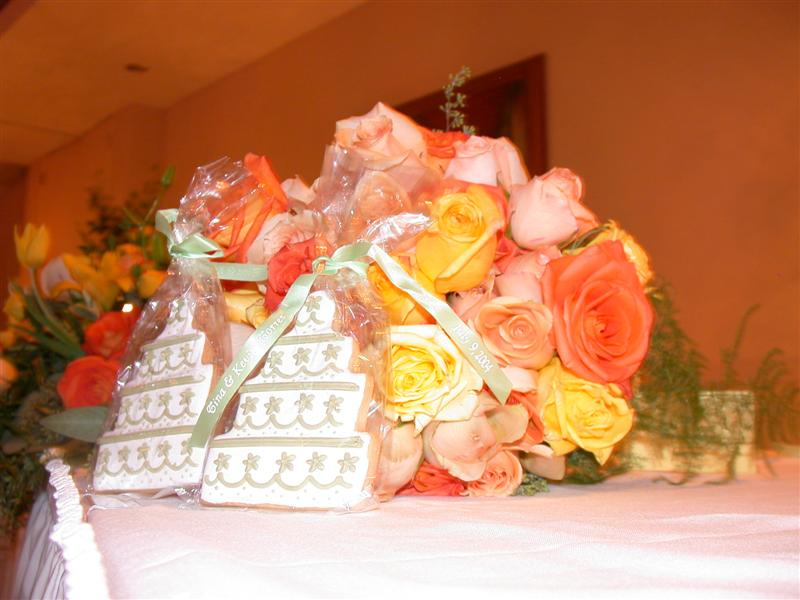
En rosbukett

Blomsterbukett är ett arrangemang av blommor. Buketten kan bäras i handen, sättas i vas eller placeras som dekoration.  Buketter är vanliga att överlämna eller sända vid uppvaktning på högtidsdagar och som kondoleans. Vid begravningar är det vanligt med buketter lagda vid kistan.